# Antigny, Vendée
Antigny là một xã ở tỉnh Vendée trong vùng Pays de la Loire, Pháp. Xã này có diện tích 22,17 km², dân số năm 2006 là 1030 người. Xã này nằm ở khu vực có độ cao từ 47-138 mét trên mực nước biển.
Danh xưng dân địa phương trong tiếng Pháp là Antignolais .

## Biến động dân số
| Năm | 1962 | 1968 | 1975 | 1982  | 1990  | 1999  | 2006  |
| --- | ---- | ---- | ---- | ----- | ----- | ----- | ----- |
| Dân số | 861  | 955  | 927  | 1 027 | 1 078 | 1 127 | 1 030 |
| From the year 1962 on: No double counting—residents of multiple communes (e.g. students and military personnel) are counted only once. |      |      |      |       |       |       |       |